# Grafička kartica
Grafička kartica je podsustav u računalu koji služi za prikazivanje slike na zaslonu monitora. Ona je zaslužna za ono što vidimo na zaslonu, bio to tekst, program ili igra. No, kako bi grafička kartica funkcionirala potrebno je instalirati odgovarajući upravljački program (eng. driver) koji dolazi na mediju za pripadnu grafičku karticu (obično na CD-u), ali se može naći i na Internetu.
Grafička kartica može biti integrirana na matičnoj ploči ili dolazi kao zaseban dio. Povezana je računalom putem sabirnice. Svaka kartica na sebi ima procesor, solidnu količinu memorije važnu za igranje te još neke elemente. Grafička kartica može imati jedan ili više izlaza. Većina novih grafičkih kartica ima 3 izlaza:
- DVI za LCD
- VGA za običan CRT zaslon
- TV izlaz

Grafičke kartice koje se spajaju na matičnu ploču dolaze u nekoliko standarda i ona ovisi o sabirnici koju koristi:
- ISA
- PCI
- AGP
- PCI-E

PCI-E (koji se pojavljuje krajem 2004. je trenutno najkorišteniji, dok su ISA i PCI, a sada već i AGP zastarjeli i već se teže mogu naći na tržištu.

## Način rada
Moderne grafičke kartice su opremljene snažnim grafičkim procesorima (GPU) koji svojom snagom obrađivanja podataka i brojem tranzistora gotovo nadmašuju centralne procesore (CPU)) nekog račuarskog sistema. GPU su namjenski procesor i ciklusi u GPUima se obično troše na obradi podataka da bi se što realnije prikazivanja neka grafička scena većim brojem poligona i boja u dvije 2D ili tri dimenzije 3D. Za razliku od centralinih višenamjenskih procesora, dizajn GPU-a je usmjerena na sljedeće:
- pomicanje velikih blokova memorije
- brzo izračunavanje matričnih transformacija (2D, 3D)
- ispunjavanje zadaća kao: izračunjavanje sjenki, crtanje linija, ispunjavanje oblika
- matična podrška za makronardebe u za grafičke API kao OpenGL, DirectX
- dekodiranje video formata

Grafičke kartice su od velike važnosti za korisnike koji se koriste s grafikom osobito kod igranja videoigara. Prikazivanje grafike je iznimno zahtjevan posao, kvaliteta grafičke kartice se u mnogo čemu oslanja na količini memorije kojoj GPU ima prvenstvo pristupa.    Trenutno (2014.) nije strano vidjeti grafičke kartice imaju 8 GB ili više memorije.

### Dijelovi grafičke kartice
Glavni dijelovi moderne grafičke kartice su:
- PCB (Printed Circuit Board) je printana ploča na kojej se nalaze svi ostali dijelovi
- GPU (Graphic Processing Unit) grafički procesor, ujedno i glavni dio koji prevodi binarni kod u sliku)
- RAM (ili VRAM - Video Random Acces Memory), služi za pohranjivanje najnužnijih podataka za GPU, najčešće teksture
- Priključak
  - PCI
  - AGP
  - PCI Express
- Izlazi
  - VGA (Video Graphics Array)
  - DVI (Digital Visual Interface)
  - Video in/Video out (VIVO)
  - DisplayPort
  - HDMI (High-Definition Multimedia Interface)

Što je brži GPU i VRAM na grafičkoj kartici time je ona bolja i kvalitetnija. Količina memorije nije presudna iako igra ulogu u mogućnostima jedne grafičke kartice. Često neke 3D igre nisu u mogućnosti da rade sa starijim grafičkim karticama jer ih njihov GPU ne može pokrenuti. Svake godine (2014.) se GPU na grafičkoj kartici neprestano unapređuje novim instrukcijama i mogućnostima. U zadnje vrijeme se sve češće promoviraju SLI i Crossfire tehnologije, praktično uparivanja dvije ili više grafičkih kartica (PCI-E obavezno) u jednu matičnu ploču. Kako bi se povećala snaga i brzina GPU-a, na najjače (high end) grafičke kartice se ugrađuju dva ili više grafička procesora. U teoriji bi tako spojeni procesori trebali biti dva puta brži i moćniji od jednog, no u praksi su performanse osjetno manje zbog potrebe siknornizacije s matičnim računalom i sinkronizacije podataka.

## Proizvođači i modeli
Današnji najveći proizvođači grafičkih kartica su NVIDIA i AMD.